# Meeting Hauts-de-France Pas-de-Calais
Le Meeting Hauts de France Pas Calais (anciennement Meeting du Pas-de-Calais), ou plus communément Meeting (International) de Liévin est une compétition internationale en salle d'athlétisme se déroulant à l'Arena stade couvert de Liévin, en France. 
Il s'agit en 2020 d'une des sept étapes du World Athetics Indoor Tour organisé par la Fédération d'Athlétisme Internationale World Athletics.

## Histoire
Le premier Meeting international à Liévin a lieu en 1988, deux ans après la construction du Stade Couvert Régional et un an après l'organisation des Championnats d'Europe d'athlétisme en salle 1987. 
Le meeting a lieu tous les ans de 1988 à 2007 puis de 2009 à 2012 et fait partie du World Indoor Meetings, série d'épreuves organisée par Fédération d'Athlétisme Internationale.
À cause de problèmes techniques, le Meeting de Liévin de 2013 est annulé, les travaux de l'Arena Stade Couvert ayant pris du retard. 
Le Meeting de Liévin aura de nouveau lieu en 2018, et fait partie des Meetings Indoors régis par la Association européenne d'athlétisme.
En 2020, le Meeting de Liévin rejoint de nouveau le circuit mondial World Athetics Indoor Tour. 

## Records du monde
Un certain nombre de records du monde ont été battus à l'occasion du Meeting de Liévin. 
| Année | Épreuve          | Record        | Athlète            | Nationalité |
| ----- | ---------------- | ------------- | ------------------ | ----------- |
| 1993  | 200 mètres       | 21,87 s       | Merlene Ottey      | Jamaïque    |
| 1993  | Saut à la perche | 6,14 m        | Sergueï Bubka      | Ukraine     |
| 1994  | Triple saut      | 14,90 m       | Inna Lasovskaya    | Russie      |
| 1995  | 200 mètres       | 20,25 s       | Linford Christie   | Royaume-Uni |
| 1996  | 200 mètres       | 19,92 s       | Frank Fredericks   | Namibie     |
| 2002  | Saut à la perche | 4,74 m        | Svetlana Feofanova | Russie      |
| 2005  | Saut à la perche | 4,89 m        | Yelena Isinbayeva  | Russie      |
| 2020  | 2000 m steeple   | 5 min 47 s 79 | Maruša Mišmaš      | Slovénie    |
| 2021  | 1 500 mètres     | 3 min 53 s 09 | Gudaf Tsegay       | Éthiopie    |
| 2022  | 1 500 mètres     | 3 min 30 s 60 | Jakob Ingebrigtsen | Norvège     |
| 2023  | 3 000 mètres     | 7 min 23 s 81 | Lamecha Girma      | Éthiopie    |

## Records du meeting

### Hommes
| Épreuve     | Athlète            | Pays       | Date      | Performance   |
| ----------- | ------------------ | ---------- | --------- | ------------- |
| 60 m        | Ronnie Baker       | États-Unis | 2020      | 6 s 44        |
| 200 m       | Frankie Fredericks | Namibie    | 1996      | 19 s 92 (RM)  |
| 300 m       | Greg Nixon         | États-Unis | 2009      | 32 s 38       |
| 400 m       | Karsten Warholm    | Norvège    | 2023      | 45 s 51       |
| 800 m       | Adam Kszczot       | Pologne    | 2012      | 1 min 44 s 57 |
| 1 000 m     | Mehdi Baala        | France     | 2004      | 2 min 17 s 06 |
| 1 500 m     | Jakob Ingebrigtsen | Norvège    | 2022      | 3 min 30 s 60 |
| Mile        | Bernard Lagat      | États-Unis | 2009      | 3 min 51 s 34 |
| 2 000 m     | Vénuste Niyongabo  | Burundi    | 1996      | 4 min 54 s 76 |
| 3 000 m     | Lamecha Girma      | Éthiopie   | 2023      | 7 min 23 s 81 |
| 2 miles     | Hicham El Guerrouj | Maroc      | 2003      | 8 min 06 s 61 |
| 60 m haies  | Grant Holloway     | États-Unis | 2021      | 7 s 32        |
| Hauteur     | Javier Sotomayor   | Cuba       | 1995/1996 | 2,38 m        |
| Perche      | Sergueï Bubka      | Ukraine    | 1993      | 6,14 m        |
| Longueur    | Ivan Pedroso       | Cuba       | 1997      | 8,60 m        |
| Triple-saut | Teddy Tamgho       | France     | 2011      | 17,64 m       |
| Poids       | Pavel Sofin        | Russie     | 1990      | 20,27 m       |

### Femmes
| Épreuve        | Athlète            | Pays       | Date | Performance        |
| -------------- | ------------------ | ---------- | ---- | ------------------ |
| 60 m           | Irina Privalova    | Russie     | 1994 | 6 s 93             |
| 200 m          | Merlene Ottey      | Jamaïque   | 1993 | 21 s 87 (RM)       |
| 300 m          | Patricia Hall      | Jamaïque   | 2011 | 35 s 69            |
| 400 m          | Femke Bol          | Pays-Bas   | 2023 | 50 s 20            |
| 800 m          | Maria Mutola       | Mozambique | 1998 | 1 min 56 s 36      |
| 1 000 m        | Maria Mutola       | Mozambique | 2003 | 2 min 34 s 61      |
| 1 500 m        | Gudaf Tsegay       | Éthiopie   | 2021 | 3 min 53 s 09 (RM) |
| Mile           | Carla Sacramento   | Portugal   | 2002 | 4 min 23 s 00      |
| 2 000 m        | Gabriela Szabo     | Roumanie   | 2000 | 5 min 38 s 76      |
| 3 000 m        | Gabriela Szabo     | Roumanie   | 1999 | 8 min 34 s 09      |
| 60 m haies     | Michelle Freeman   | Jamaïque   | 1997 | 7 s 77             |
| 2000 m steeple | Maruša Mišmaš      | Slovénie   | 2020 | 5 min 47 s 79 (RM) |
| Hauteur        | Stefka Kostadinova | Bulgarie   | 1992 | 2,02 m             |
| Perche         | Yelena Isinbayeva  | Russie     | 2005 | 4,89 m             |
| Longueur       | Heike Drechsler    | Allemagne  | 1995 | 7,09 m             |
| Triple-saut    | Inna Lasovskaya    | Russie     | 1994 | 14,90 m            |
| Poids          | Auriol Dongmo      | Portugal   | 2021 | 19,18 m            |